# Claes Ljungmark
Claes Ivar Ljungmark (født 14. marts 1954 i Göteborg) er en svensk skuespiller. Hans filmroller inkluderer blandt andet danske film som Ondt blod (1996), De største helte (1996) og Kvinden i buret (2013). Han har også optrådt i tv-serier som Rederiet, Wallander, Welcome to Sweden, Beck og Bedrag.
Ljungmark studerede på Högskolan för scen och musik vid Göteborgs universitet fra 1976 til 1980. Han fik efter endt uddannelse en stilling på Stockholms stadsteater og var en del af teatrets faste ensemble indtil 2006.
I 2010 modtog Ljungmark en Guldbagge for sin hovedrolle i En rationel løsning (2009), der er instrueret af Jörgen Bergmark.

## Udvalgt filmografi
- Skrald (1981)
- Ene hane i kurven (1982)
- Livsfarlig film (1988)
- Smash (tv-serie, 1990)
- Din vredes dag (tv-serie, 1991)
- Joker (1991)
- Rederiet (tv-serie, 1994-1996)
- Grænsen (kortfilm, 1995)
- Vendetta (1995)
- Ondt blod (1996)
- De største helte (1996)
- Anna Holt - Polis (tv-serie, 1996)
- Kvinden i det låste værelse (tv-serie, 1998)
- C/o Segemyhr (tv-serie, 1999)
- En dag i taget (tv-serie, 1999-2001)
- Viktor og hans brødre (kortfilm, 2002)
- Kommissionen (tv-serie, 2005)
- Lilla Jönssonligan och stjärnkuppen (2006)
- Mentor (kortfilm, 2006)
- Höök (tv-serie, 2007)
- En rationel løsning (2009)
- Wallander (tv-serie, 2010)
- Anno 1970 (tv-serie, 2011)
- Call Girl (2012)
- Kvinden i buret (2013)
- Mord i Skærgården (tv-serie, 2014)
- Micke & Veronica (2014)
- Den fjerde mand (tv-serie, 2015)
- Welcome to Sweden (tv-serie, 2015)
- Beck (tv-serie, 2016)
- Bedrag (tv-serie, 2016)
- Borg vs McEnroe (2017)
- Fartblind (tv-serie, 2019)
- Spionen (2019)
- Box 21 (tv-serie, 2020)
- North Sea Connection (tv-serie, 2022)
- Stockholm Bloodbath (2023)